# Prachovské skály
Prachovské skály jsou pískovcová skalní oblast, přírodní rezervace a součást Chráněné krajinné oblasti Český ráj, která se rozkládá zhruba 5 až 7 km severozápadně od Jičína mezi Prachovem, Pařezskou Lhotou, Dolním Lochovem a Blaty v Královéhradeckém kraji. Skalní masiv vznikl v období druhohor jako usazeniny mělkého křídového moře. Chráněné území je v péči AOPK ČR - regionálního pracoviště Liberecko.

## Geomorfologické zařazení
Geomorfologicky jsou Prachovské skály součástí celku Jičínská pahorkatina, podcelku Turnovská pahorkatina, okrsku Vyskeřská vrchovina a podokrsku Prachovská pahorkatina, jejíž jsou samostatnou geomorfologickou částí.

## Historie osídlení

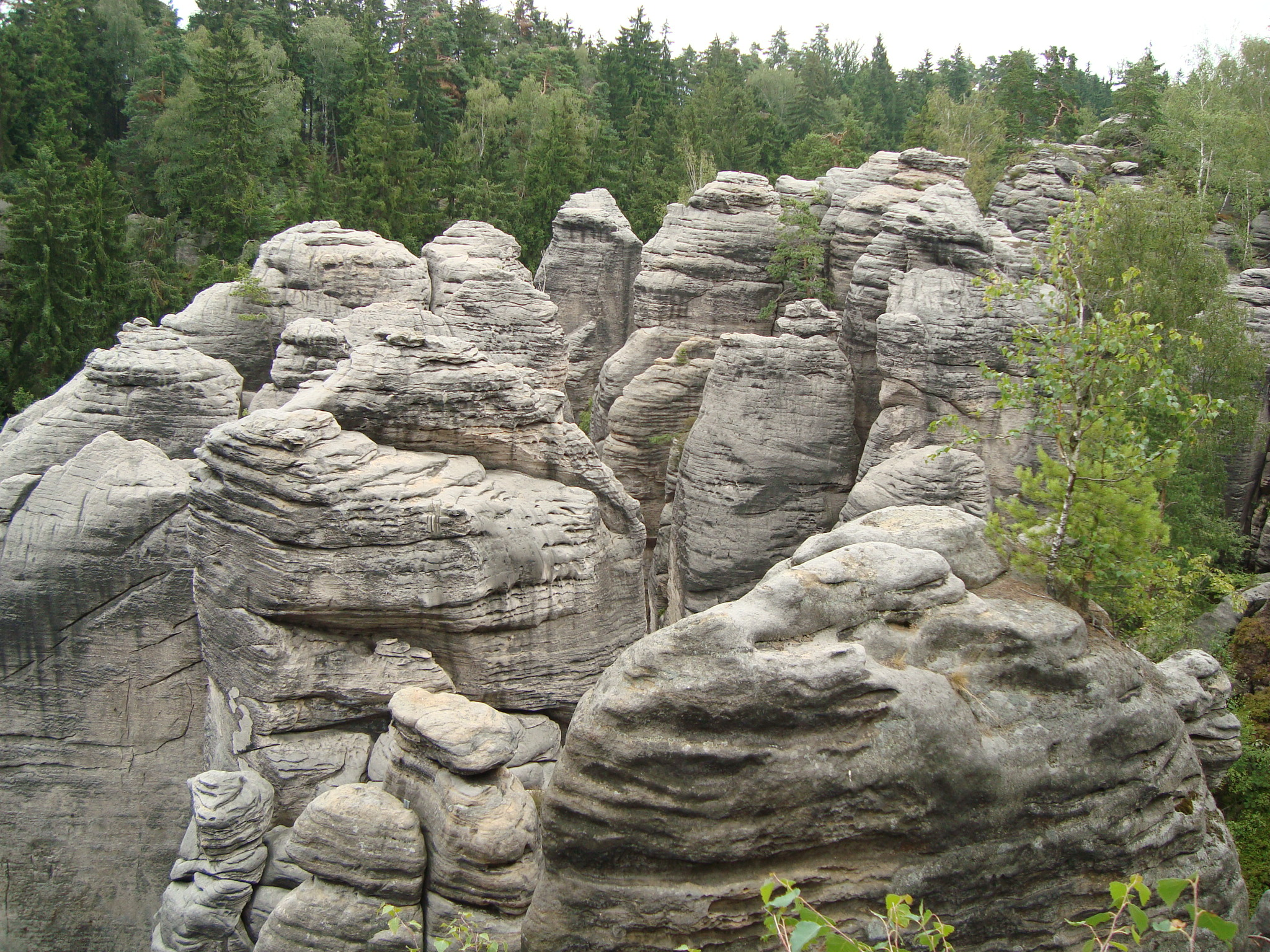
Prachovské skály

Jsou zde archeologické nálezy dokazující, že lidé zde žili již v pravěku od doby kamenné. Celá oblast skal byla přírodní pevností slovanských kmenů, jen na několika místech doplněná valy. Uvnitř pak vznikala první sídliště.
Pravděpodobně koncem 13. století vznikl na jednom z čedičových vrcholů hrad Veliš s přilehlým Velišským panstvím. O několik desítek let později se panství dostává do majetku Vartemberků a vznikají zde různé osady, koncem 15. století jsou zde jako majitelé uváděni Trčkové z Lípy. Na začátku 17. století majetek převzali Smiřičtí ze Smiřic, ovšem v roce 1625 panství převzali Valdštejnové a připojili jej k svému Frýdlantskému vévodství. Poté, co bylo ve válkách panství rozvráceno, zanikly i osady ve skalách.
Nová etapa začíná v roce 1637, když panství získal plukovník Jindřich Šlik z hraběcího rodu Šliků s majetky v západních Čechách, který byl do panského stavu povýšen císařem Zikmundem. Rod Šliků vlastnil zdejší panství až do znárodnění v roce 1948.
Roku 1866 se v blízkosti skal odehrála jedna z bitev Prusko-rakouské války, kterou Prusové ač méně početní, vyhráli.
Od sklonku 19. století se skály staly cílem horolezců i turistů. V roce 1933 se staly státní přírodní rezervací..
V restitučním soudním řízení získala rodina Šliků v roce 1996 oblast zpět do svého vlastnictví a v roce 2000 zde začala provozovat služby související s cestovním ruchem. Návštěvnost veřejnosti je odhadována na 300 000 lidí ročně.

## Přístupnost
Celá oblast je dobře přístupná automobily, veřejnou autobusovou dopravou a také pěšky – 7 km od Jičína po turisticky značených cestách.

## Zajímavosti
- K prvnímu zdokumentování celého komplexu skal došlo již v roce 1874. Profesor jičínského gymnázia Antonín Zefyrin Maloch pomocí kompasu a metodou krokování vytvořil podrobný plánek. Výsledkem jeho práce měla být detailní mapa, která však nikdy nebyla dokončena. První trasy a významné skalní útvary vyznačili v roce 1879 Malochovi studenti, kteří také podle jeho plánku mapu Prachovských skal vydali.[7]
- Nyní jsou zde pro turisty vytvořeny tři prohlídkové okruhy. Turistická sezóna je celý rok, lezecká od 1. dubna do 31. října. Přístup do skal je zpoplatněn. Horolezci mají možnost zakoupit permanentku za zvýhodněnou cenu a mohou se pohybovat i mimo vyznačené cesty, musejí být ovšem členy ČHS anebo jiné členské organizace UIAA. Ve skalách se nachází řada upravených, různě pojmenovaných vyhlídek. Uprostřed skalní oblasti se nalézá zanedbané přírodní koupaliště Pelíšek.
- Hrad Pařez – skalní hrad
- Skály byly zpopularizovány stejnojmennou písničkou Ivana Mládka.